# Тагольсайм
Тагольса́йм (фр. Tagolsheim) — коммуна на северо-востоке Франции в регионе Гранд-Эст (бывший Эльзас — Шампань — Арденны — Лотарингия), департамент Верхний Рейн, округ Альткирш, кантон Альткирш.
Площадь коммуны — 3,19 км², население — 632 человека (2006) с тенденцией к росту: 741 человек (2012), плотность населения — 232,3 чел/км².

## Население
Численность населения коммуны в 2011 году составляла 718 человек, а в 2012 году — 741 человек.
| 1962 | 1968 | 1975 | 1982 | 1990 | 1999 | 2004 | 2006 | 2008 | 2009 | 2011 | 2012 |
| ---- | ---- | ---- | ---- | ---- | ---- | ---- | ---- | ---- | ---- | ---- | ---- |
| 480  | 460  | 625  | 698  | 691  | 662  | 637  | 632  | 675  | 683  | 718  | 741  |

Динамика населения:

## Экономика
В 2010 году из 467 человек трудоспособного возраста (от 15 до 64 лет) 347 были экономически активными, 120 — неактивными (показатель активности 74,3 %, в 1999 году — 73,7 %). Из 347 активных трудоспособных жителей работали 325 человек (163 мужчины и 162 женщины), 22 числились безработными (13 мужчин и 9 женщин). Среди 120 трудоспособных неактивных граждан 46 были учениками либо студентами, 45 — пенсионерами, а ещё 29 — были неактивны в силу других причин.
На протяжении 2011 года в коммуне числилось 293 облагаемых налогом домохозяйства, в которых проживало 706,5 человек. При этом медиана доходов составила 22994 евро на одного налогоплательщика.

## Достопримечательности (фотогалерея)

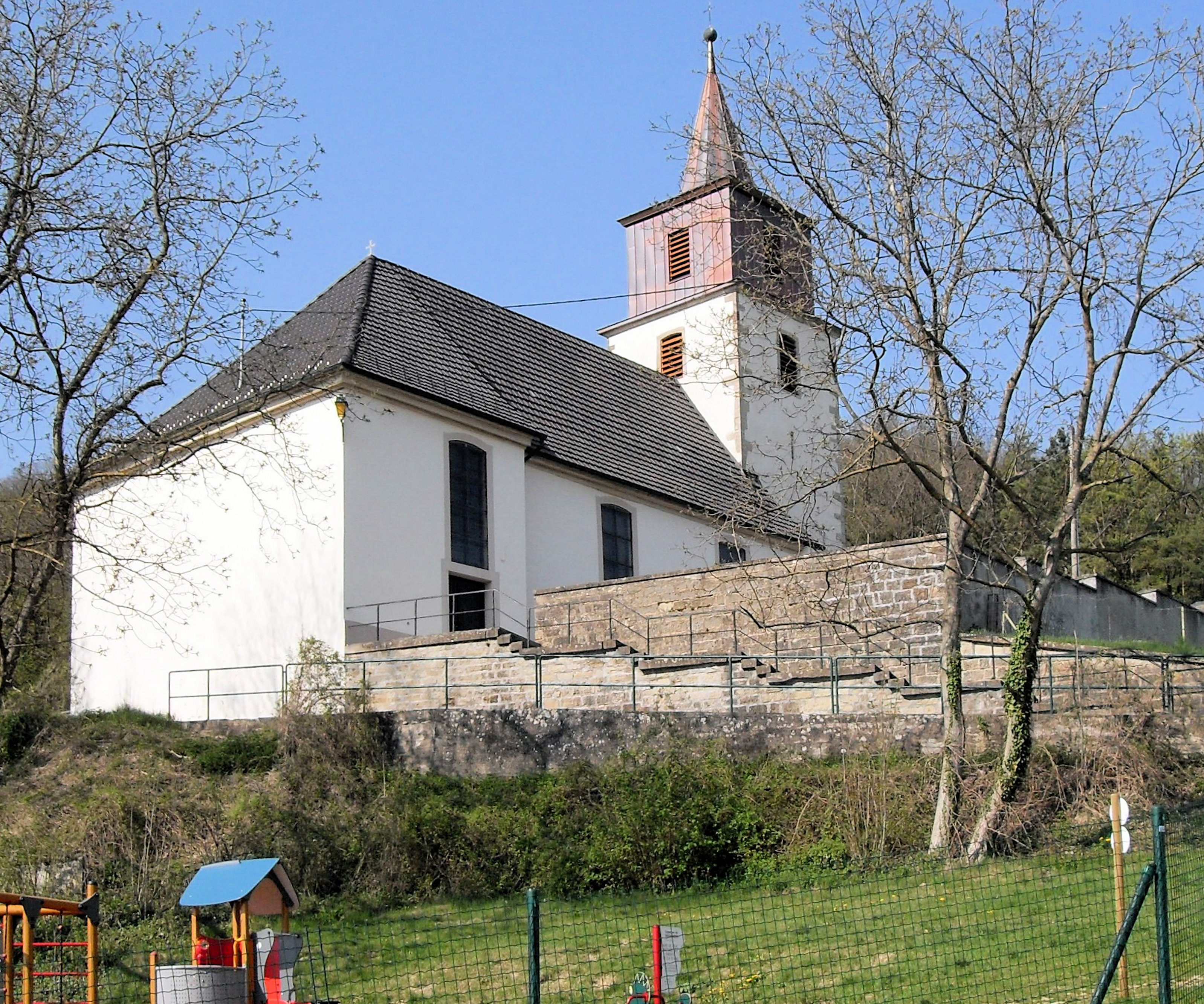
Церковь